# 미무라 하루카
미무라 하루카(三村遙佳,1994년10월 27일~) 미무라 하루카는 일본의 여성 성우, 여배우, 탤런트.에이스 크루·엔터테인먼트 소속을 거쳐 프리랜서.

## 개요
2018년 6월부터 홋카이도에서 상경, 무대에의 출연을 개시. 후에 성우, 탤런트로서의 활동을 시작.그 이전에는 CF·광고 출연, 아이돌 등의 활동도 하고 있었다.
주요 애칭은 '친하루(ちんはる)'.그의 팬들은 '친할 패밀리'로 총칭되고 있으며, 이 총칭은 팬들 사이에서 해시태그로도 사용되고 있다.
특기로는 피아노와 플루트, 취미로 노래를 각각 꼽고 있다.주산 검정 3급을 가지다.
뱅가드 제로의 홍보 담당 및 뱅가드 대규모 대회 어시스턴트 캐릭터 '뱅글스'의 멤버 중 한 명이었다(또 한 명은 테라사카 유미(순정의 아필리아 멤버)).
요즘은 낭독극 출연도 많다.
2023년 5월 31일에 에이스 크루 엔터테인먼트를 퇴소.현재는 프리랜서로 활동하고 있다.